# Estació d'Alfons el Magnànim
Alfons el Magnànim és una estació de les línies T5 i T6 de la xarxa del Trambesòs situada sobre el carrer d'Alfons el Magnànim al districte de Sant Martí de Barcelona i es va inaugurar el 5 de maig de 2007 amb la prolongació de la T5 entre Besòs i Sant Joan Baptista. La T6 hi circula des del 20 de febrer de 2012.
| Trambesòs                  |       |                       |                |                        |
| Procedència/Destinació     | <     | Línia                 | >              | Procedència/Destinació |
| Ciutadella - Vila Olímpica | Besòs |                       | Parc del Besòs | Gorg                   |
| Ciutadella - Vila Olímpica | Besòs | Estació de Sant Adrià | Parc del Besòs |                        |